# Hamilton Mourão
Antônio Hamilton Martins Mourão (Porto Alegre, 15 agosto 1953) è un politico ex generale brasiliano, vicepresidente del Brasile dal 2019 al 2023.

## Biografia
Figlio del generale Antônio Hamilton Mourão, nel 1975 si diploma ufficiale d'artiglieria all'Academia Militar das Agulhas Negras. Si è laureato come ufficiale di stato maggiore e ha seguito un corso di politica, strategia e amministrazione presso l'Escola de Comando e Estado-Maior do Exército. Mourão è iscritto alla Massoneria.
Nel corso della carriera militare è stato addetto militare per l'ambasciata del Brasile in Venezuela, ha comandato il 27º gruppo di artiglieria da campagna, la seconda brigata fanteria della giungla a São Gabriel da Cachoeira in Amazonas, la 6ª Divisione dell'Esercito e il Comando Militare del Sud nel Rio Grande do Sul. Da quel comando nel 2015 a causa di alcune sue dichiarazioni contro la presidente Dilma Rousseff viene trasferito al comando della Segreteria di bilancio e amministrativa dello stato maggiore dell'Esercito brasiliano, da cui viene rimosso nel dicembre 2017, per aver dichiarato che l'esercito dovrebbe garantire l'ordine pubblico nel paese.
Lasciato il servizio attivo nel febbraio 2018 con il grado di Generale d'armata, l'8 maggio Mourão ha annunciato la sua adesione al Partito Rinnovatore Laburista Brasiliano (PRTB). Il 22 luglio 2018 il Partito Social-Liberale annuncia Jair Bolsonaro come candidato ufficiale alla presidenza della Repubblica. Il Partido Renovador Trabalhista Brasileiro, decide di sostenerlo e indica il 5 agosto come vicepresidente il generale Mourão. Durante la campagna elettorale ha suscitato diverse polemiche, soprattutto dopo aver considerato che le difficoltà del Brasile derivano dall'"indolenza di indiani e neri". Accoglie con favore anche lo "sbiancamento della razza", invocando il colore della pelle del nipote.
Al secondo turno delle elezioni generali del 28 ottobre 2018, Bolsonaro ottiene il 55,13% dei voti validi e viene eletto 38º presidente della Repubblica Federale del Brasile, con Mourão diventa il primo vicepresidente indigeno eletto, ha assunto l'incarico il 1º gennaio 2019. Secondo un'inchiesta del Financial Times del 2023, Mourão ha espresso privatamente all'ex ambasciatore statunitense in Brasile Tom Shannon, durante un pranzo privato a New York nel 2022, la preoccupazione per le correnti antidemocratiche all'interno delle forze armate brasiliane precedenti le elezioni del 2022.
In risposta, l'amministrazione Biden ha messo in atto una campagna di pressione prolungata nei confronti dei militari brasiliani, iniziata già nel 2021. L'impegno statunitense ha comportato espliciti avvertimenti pubblici da parte dei senatori statunitensi sul mancato rispetto dei risultati elettorali, nonché continue conversazioni volte a chiarire che una rottura democratica avrebbe lasciato il Brasile isolato sulla scena internazionale e avrebbe portato a un declassamento della cooperazione di sicurezza tra Stati Uniti e Brasile, molto apprezzata dall'establishment militare brasiliano. L'elevato numero di attori statunitensi coinvolti nella campagna ha fatto sì che, per gran parte del 2022, molti funzionari governativi brasiliani in visita a Washington abbiano ricevuto un messaggio inequivocabile dal governo statunitense sulla necessità che gli ufficiali militari brasiliani rispettino il processo elettorale.
La reazione di Mourão alla vittoria di Lula suggerisce che la minaccia di una risposta internazionale negativa è stata tra i fattori che hanno convinto i golpisti dell'esercito brasiliano a ritirarsi. In un post su X (allora ancora noto come Twitter) tre giorni dopo il ballottaggio del 30 ottobre 2022, Mourão ha riconosciuto la "frustrazione" dei sostenitori di Bolsonaro, scrivendo che Lula non avrebbe dovuto essere autorizzato a candidarsi in primo luogo a causa della sua condanna penale annullata; l'allora vicepresidente ha messo in dubbio la legittimità delle elezioni, ma ha sostenuto che "un colpo di Stato militare metterebbe il Paese in una situazione difficile a livello internazionale".
Mourão ha terminato il mandato il 1º gennaio 2023, candidandosi poi al Senato alle elezioni generali brasiliane del 2022, in rappresentanza dello stato del Rio Grande do Sul, venendo eletto senatore ed entrando in carica il 1º febbraio 2023.